# انتفاضة الأفلاق (1821)
كانت انتفاضة عام 1821 تمردًا اجتماعيًا وسياسيًا في الأفلاق، التي كانت في ذلك الوقت دولة تابعة للإمبراطورية العثمانية. نشأت كحركة ضد حكم فاناريوت، بدعم من البويار المُحافظين، لكنها تحولت إلى محاولة لإزالة طبقة البويار. ورغم أن الثورة لم تكن موجهة ضد الحكم العثماني، فقد تبنت نسخة مبكرة من القومية الرومانية، ووصفها المؤرّخون بأنها أول حدث رئيسي لصحوة وطنية. تمركزت القوة الثورية على مجموعة من وحدات جنود الباندور غير النظاميين، وكان قائدهم تيودور فلاديميرسكو. كانت نواتها هي منطقة ولاشيا دون الإقليمية في أولتينيا، حيث أسس فلاديميرسكو «مجلس الشعب» في فبراير.
منذ البداية، انضمت إلى وحدات باندور مجموعات من أرناوت ومن المحاربين القدامى للثورة الصربية. على الرغم من أنها أُشبِعت بمشاعر معاداة الهلينية، إلا أنها تعاونت وتسللت إليها عناصر من منظمة فيليكي إيتريا. تعاون فلاديميرسكو أيضًا مع الفرقة المقدسة لألكسندر إبسيلانتس، مساهمًا بذلك في الحرب الأكبر لاستقلال اليونان. بالتزامن مع قوات إبسيلانتس القادمة من مولدافيا، نجح فلاديميرسكو في احتلال بوخارست في مارس. وافق فلاديميرسكو على تقسيم البلاد مع إبسيلانتيس، والحفاظ على سيطرة أولتينيا وبوخارست والنصف الجنوبي من مونتنيا. تدهورت علاقة وحدات باندور مع الفرقة المقدسة بسرعة، بعد الكشف عن أنّ الإمبراطورية الروسية لم تدعم حملة إبسيلانتيس، وأيضًا بسبب محاولات قمع فلاديميرسكو للعنف الإيتريستي. أيّدت العديد من مجموعات أرناوت علنًا أو سرًا إبسيلانتيس، في حين أيّد آخرون قائدًا مستقلًا هو سافا فوشيانوس.
تفاوض فلاديميرسكو سرًا على اتفاقية مع العثمانيين، الذين غزوا في النهاية الأفلاق في أواخر أبريل. انسحبت وحدات باندور نحو أولتينيا، ما أدّى إلى خلافهم مع الفرقة المقدسة. أنفرت وحشية فلاديميرسكو قواته. بدوره، سمح هذا الصدع للثوار اليونانيين بالقبض على فلاديميرسكو وإعدامه دون معارضة أحد لذلك. تفرّق الأولتينيانيون، على الرغم من أن بعض وحدات باندور شكلت مجموعات من المقاومة، بقيادة زعماء مثل ديميتري ماسيدونسكي ولوان سولومون. تعرضوا لهزيمة واضحة في مواجهتهم مع الجيش العثماني. في يونيو، وُجِّهت قوات إبسيلانتيس وحلفائهم الباقين من باندور إلى دراغاشاني. أثارت الانتفاضة حادثة من الإرهاب القمعي، مع حادثة أخيرة في أغسطس عندما ذُبح فوشيانوس ومجموعاته من الأرناوت في بوخارست.
يُنظر إلى انتفاضة عام 1821 على نطاق واسع على أنها ثورة اجتماعية فاشلة أو غير كاملة، مع تداعيات سياسية وثقافية بعيدة المدى. ضمنت الحكومة العثمانية هدفها المناهض للفاناريوت، بتعيينها بويار مشابه، غريغور الرابع غيشا، أميرًا لالأفلاق. عُزز صعود البويار القوميين خلال الاحتلال الروسي عام 1828، ودُعم بتنظيم دستوري جديد، يُعرف باسم التنظيم العضوي. خلال هذه الفترة، انقسم الناجون من الانتفاضة بين من ساندوا هذه المؤسسة المحافظة وبين من فضّلوا القضايا الليبرالية. ساعدوا الأخيرون أيضًا في الحفاظ على الصورة البطولية لفلاديميرسكو، والتي استعارها لاحقًا أيضًا الريفيون والنشطاء اليساريون.

## الأصول

### أزمة فاناريوت
منذ بداية القرن الثامن عشر، وُضعت الأفلاق ومولدافيا (إمارات الدانوب) من قبل الباب السامي تحت نظام حكم غير مباشر عبر الفاناريوت. كانت هذه المجموعة من العائلات اليونانية والهلينية وما يرتبط بها من شتات يوناني، حاضرة بشكل واضح على جميع مستويات الحكومة. على مستوى أكثر عمومية، أكد عصر الفاناريوت على التوترات بين البويار، سواء أكانوا فاناريوت أم لا، والطبقة الفلاحية. على الرغم من تحريرهم من العبودية، كان لا يزال يتعيّن على فلاحي الأفلاق القيام بالأعمال الكادحة والعشور للبويار. خلال أوائل القرن التاسع عشر، كان الاقتصاد الريفي مشلولًا غالبًا بسبب الإضرابات الفلاحية أو المقاومة الضريبية أو التخريب أو التقاضي. نشأت ضغوط إضافية بسبب مطالب العثمانيين للجزية والواجبات المالية الأخرى، والتي حققها الفاناريوت من خلال الزراعة الضريبية. تعني «السياسات المالية المفرطة، التي تمليها كل من المطالب العثمانية والفترة القصيرة للعهود» أن الفاناريوت تعاملوا مع الإمارات على أنها «إيجار فعلي». بلغت الميزانية الوطنية لعام 1819 5.9 مليون ثالر، منها ما لا يقل عن مليونين استولي عليها من قبل الباب السامي و1.3 مليون للعائلة الحاكمة و2.4 مليون دعمت البيروقراطية. على الرغم من عدم كونهم بأعلى مستوى تاريخي لهم، إلا أنّ هذه الضغوط العثمانية كانت تتزايد بثبات منذ نحو عام 1800.
بالإضافة إلى ذلك، كان دافعو الضرائب مقيدين من قبل هؤلاء البويار الذين حصلوا على امتيازات ضريبية أو إعفاءات لهم ولأسرهم. في عام 1819، من أصل 190,000 أسرة خاضعة للضريبة، أُعفيت 76,000 أسرة كليًا أو جزئيًا. تصرف جامعو ضرائب الفلاحين، وخاصةً الإيسبرافينشي، بطريقة مفترسة بشكل متزايد، وفي حالات مختلفة، عذّبوا الفلاحين بدفع أكثر من نصيبهم. في القرن التاسع عشر، وقَفَ الإصلاحي الأمير قسطنطين إبسيلانتس مع الفلاحين، واتخذ إجراءات صارمة ضد الإساءات وحتى هدد بعقوبة الإعدام؛ فشلت هذه الحادثة في معالجة الأسباب، واستمرت الإساءات بالحدوث في العقد الأول من القرن الثامن عشر. تحت ضغوط مالية مستمرة، لجأ العديد من القرويين إلى بيع عملهم إلى البويار أو لأصحاب مشاريع الفلاحين. وفقًا لتقرير صادر عن إيسبرافينك مقاطعة غورج، في عام 1819 كان المزارعون المهاجرون بالكاد يستطيعون تغطية ديونهم الضريبية.
ومع ذلك، فإن سيطرة الفاناريوت على البلاد كانت موضع تساؤلات في وقائع مختلفة من نصف القرن السابق، لا سيما بسبب المشاكل المحلية التي تزامنت مع عصر نابليون؛ في ظل نظام الفاناريوت، حلَّت الأفلاق قواتها الضريبية. في عام 1802، دفع التهديد بالغزو من قبل الانشقاقي العثماني عثمان بازانتوغلو بوخارست إلى الذعر. في أوج ذلك، استنكر المرتزقة سافا فوشيانوس ومجموعاته الأرناوت عقدهم وتركوا المدينة دون حماية. دفع هذا الموقف المحرج إبسيلانتيس إلى تشكيل وحدة وطنية صغيرة، تضم مواطنين مسلحين والباندور المدرّبين وفقًا للمعايير الغربية. كان الباندور مرئيين بشكل خاص في أولتينيا، إذ تعود أصولهم إلى أواخر القرن السابع عشر، وعملوا أيضًا كميليشيا في 1718-1739، عندما كانت أولتينيا من إقليم هابسبورغ. في بعض الأحيان، كانوا يتمتعون بالاكتفاء الذاتي مع نمط حياة مقارب للصوصية هايدوك.
على الرغم من موافقة العثمانيين، إلا أن هذه الميليشيا الجديدة كانت أيضًا أحد مكونات خطة إبسيلانتيس للتخلص سرًا من السيادة العثمانية بمساعدة الإمبراطورية الروسية. بحلول أغسطس 1806، كُشف تحالفه مع روسيا، واضطر إلى المغادرة إلى المنفى. كما أشعل الحادث حربًا روسية تركية استمرت ست سنوات. خلال هذه الفترة، عملت وحدات الباندور الوالاشيّة، من ضمنها تيودور فلاديميرسكو الشاب، بمثابة وحدة للجيش الإمبراطوري الروسي. في ظل الاحتلال الروسي، أصدر المتمرد اليوناني الوالاشي نيكولاي بانجال العديد من البيانات الرسمية التي -كما لاحظ المؤرخ إميل فارتوسو- كانت تشبه النداءات اللاحقة لفلاديميرسكو.
عُلّقت العداوات في نهاية المطاف بموجب معاهدة بوخارست، التي سرّعتها حاجة روسيا للدفاع عن نفسها ضد الفرنسيين؛ عُزز الحكم العثماني في الأفلاق ومولدافيا مرة أخرى مع تركيز روسيا على كسب الحرب في أوروبا الوسطى. وكان الأمير فاناريوت الجديد هو جون كارادجا، الذي شهد عهده ارتفاعًا مفاجئًا في المقاومة الضريبية ونشاط عصابات الهايدوك. في بوخارست، كان الوباء المعروف باسم طاعون كاراجيا فرصةً للعصابات الناهبة الخارجة عن القانون، الذين أربكوا السلطات بارتدائهم ملابس كالمتعهّدين. بلغ نشاط التمرد ذروته في أولتينيا، حيث نُظّم الهاديوكيون من قبل إيانكو جيانو، ابن البويار، الذي أحبط جميع محاولات كارادجا لاستعادة النظام. ومع ذلك، قُسِّمت وحدات الباندور. في عام 1814، انضم بعضهم إلى مداهمة قام بها قراصنة من أدا كاليه، مقتحمين مقاطعة ميهيدينتي وغورج، رغم أنهم سعوا لاحقًا للحصول على الغفران من فلاديميرسكو. وقف فلادميرسكو إلى جانب نظام كارادجا، لكنه بقي يتدخل نيابة عنهم.